# Semljicola simplex
Semljicola simplex là một loài nhện trong họ Linyphiidae.
Loài này thuộc chi Semljicola. Semljicola simplex được Wladislaus Kulczynski miêu tả năm 1908.